# 1078 (عدد)
1078 هو عدد صحيح، يلي العدد 1077 وويسبق العدد 1079.

## في الرياضيات

### خصائص
- عدد طبيعي.[3]
- عدد زوجي.[4][5]
- عدد موجب،[6] السالب منه هو -1078.[7]

## في التاريخ
- 1078 هـ هي سنة في التقويم الهجري.
- هي سنة 1078 م في التقويم الميلادي.

## وصلات خارجية
الأعداد الصاتمة، ديوان اللغة العربية.